# Trea Turner
Trea Vance Turner (Boynton Beach, 30 juni 1993) is een Amerikaans honkbalspeler voor de Philadelphia Phillies in de Major League Baseball. Hij speelt als korte stop. Eerder in zijn carriere speelde hij voor de Washington Nationals en Los Angeles Dodgers. Daarnaast komt hij uit voor het Amerikaanse nationale team.

## Amateur Carrière
In de Major League Baseball draft van 2011 werd Turner, komend van high school, in de twintigste ronde als 602e geselecteerd door de Pittsburgh Pirates. Turner koos ervoor om college honkbal te gaan spelen voor NC State Wolfpack, die uitkomen in de Atlantic Coast Conference (ACC) in NCAA Division I. Naast NC State was er maar één school die Turner ook uitnodigde om voor hen te komen spelen: Florida Atlantic University.

## Professionele Carrière

### Draft & Minor League
In de Major League draft van 2014 werd Turner in de eerste ronde, met de 13e keuze geselecteerd door de San Diego Padres. Op 13 juni tekende hij zijn contract bij de Padres, met een tekenbonus van $2.9 miljoen. Hij maakte zijn professionele debuut voor de Eugene Emeralds op 16 juni 2014 en werd na goede prestaties gepromoveerd naar de Fort Wayne TinCaps.
Op 19 december 2014 werd Turner getransfereerd naar de Washington Nationals, is een transfer tussen drie teams waar nog zeven spelers bij betrokken waren.

### Washington Nationals
Turner maakte op 22 augustus 2015 zijn debuut in de MLB voor de Washington Nationals, in een wedstrijd tegen de Milwaukee Brewers.
In 2019 won Turner de World Series met de Washington Nationals; de eerste in de geschiedenis van de Nationals.

### Los Angeles Dodgers
Op 30 juli 2021 werd Turner samen met Max Scherzer getransfereerd naar de Los Angeles Dodgers, die Josiah Gray, Keibert Ruiz, Gerardo Carrillo en Donovan Casey naar de Nationals stuurden.

### Philadelphia Phillies
Op 8 december 2022 tekende Turner een elfjarig contract bij de Philadelphia Phillies, met een waarde van $300 miljoen. In het seizoen 2023 wist Turner 30 keer een honk te stelen, en werd hij geen enkele keer tijdens het stelen uitgegooid. Dit was een record.